# Melanchroia geometroides
Melanchroia geometroides là một loài bướm đêm trong họ Geometridae.